# Mário Jorge Montini
Mário Jorge Montini (São Caetano do Sul, 29 de junho de 1927 - São Caetano do Sul, 4 de maio de 2017) foi um diretor, dublador e radialista brasileiro. Iniciou a carreira no rádio durante a década de 1940 e trabalhou na Rádio São Paulo. Em 1957, começou sua carreira na área da dublagem emprestando sua voz para diversos seriados, filmes e desenhos, incluindo Freddy Krueger, Popeye, Get Smart, Drak Pack e Dennis the Menace. Detentor de três troféus Roquette Pinto (1955, 1956 e 1964).
Faleceu em 4 de maio de 2017, aos 89 anos, encontra-se sepultado no cemitério municipal de São Caetano do Sul.

## Carreira na dublagem
Considerado pioneiro da dublagem no país, Mário Jorge atuou em diversos trabalhos, incluindo:.
- Brutus em Popeye (versão Cinecastro).[4]
- Chefe (Edward Platt) em Agente 86.[3]
- Chefe Quimby em Inspetor Bugiganga (primeira dublagem).[5]
- Doctor Dred em Drak Pack (versão Álamo).[6]
- Freddy Krueger de A Nightmare on Elm Street.[7]
- Germanius em Entaku no Kishi Monogatari: Moero Arthur.[8]
- Gus em Kissyfur (versão BKS).[9]
- Henry Warnimont em Punky Brewster (versão Elenco Records).[10]
- Klunk em Bionic Six (versão BKS).[11]
- Sargento Garcia em Zorro (versão AIC).[3][12]
- Satã em A Princesa e O Cavaleiro (versão AIC).[13]
- Sheriff Pudge Trollsom Trollkins (versão Álamo).[14]
- Sr. George Wilson em Dennis the Menace (versão BKS).[15]
- Urso Fozzie em The Muppet Show.[3]